# Hyundai Accent
Hyundai Accent (в некоторых странах продаётся под именем Verna, в России модель называется Solaris HS, в Австралии до 2000 года с названием Excel) — субкомпактный автомобиль производства южнокорейской компании Hyundai Motor Company. Выпускается в Южной Корее, Индии, Турции, России, Украине, Пакистане, Казахстане и Иране.

## Второе поколение
Начиная с 2000 года Hyundai приступила к производству обновлённой версии Accent, имеющей индекс LC, с более прямыми формами и увеличенным внутренним пространством. В Корее эта модель продавалась под новым именем Verna. В 2003 году был произведён небольшой фейслифтинг, модель получила индекс LC2.
Автомобиль получил новые 1,3-литровый 12-клапанный SOHC и 1,5-литровый 16-клапанный DOHC двигатели. Также впервые появилась дизельная версия с 1,5-литровый трёхцилиндровым турбодизелем CRDi. В Европе и Северной Америке Accent был доступен в следующих исполнениях: GL, GLS и GT с двигателем 1,5 л, а с 2003 года с 1,6 л. В Австралии были доступны комплектации GSi, CDX и MVi.
В Индии собирался до 2013 года, в России до 2012 года (на заводе ТагАЗ). В настоящее время ещё продаётся в Египте.
В 2003 году на заводе начали выпуск рестайлинговой версии. Изменились габариты, решётка вновь стала железная. Выпуск закончился уже в 2006 году.

### Безопасность
Автомобиль сборки «ТагАЗа» прошёл краш-тест по методике ARCAP в 2005 году.

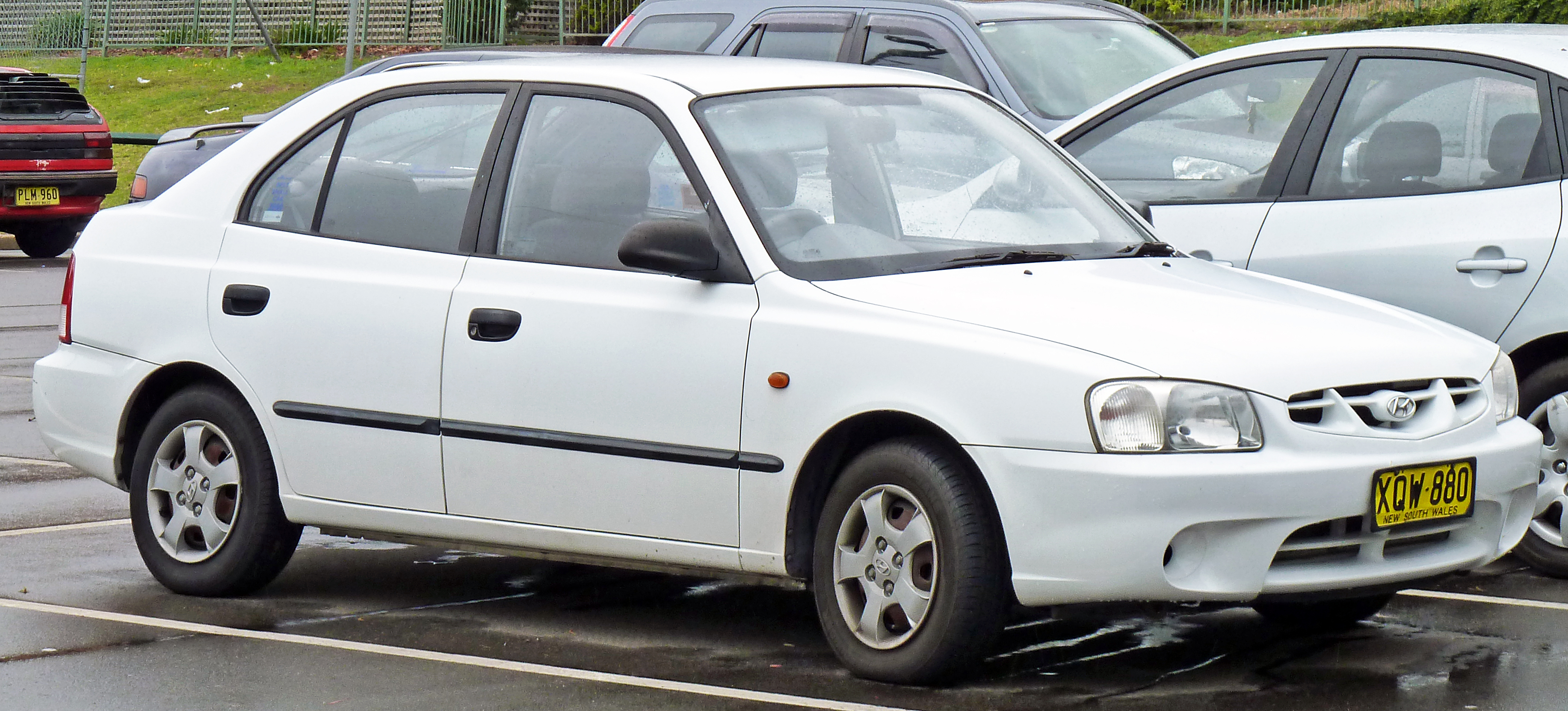
2000—2003 Hyundai Accent (LC) GL пятидверный хетчбэк (Австралия)
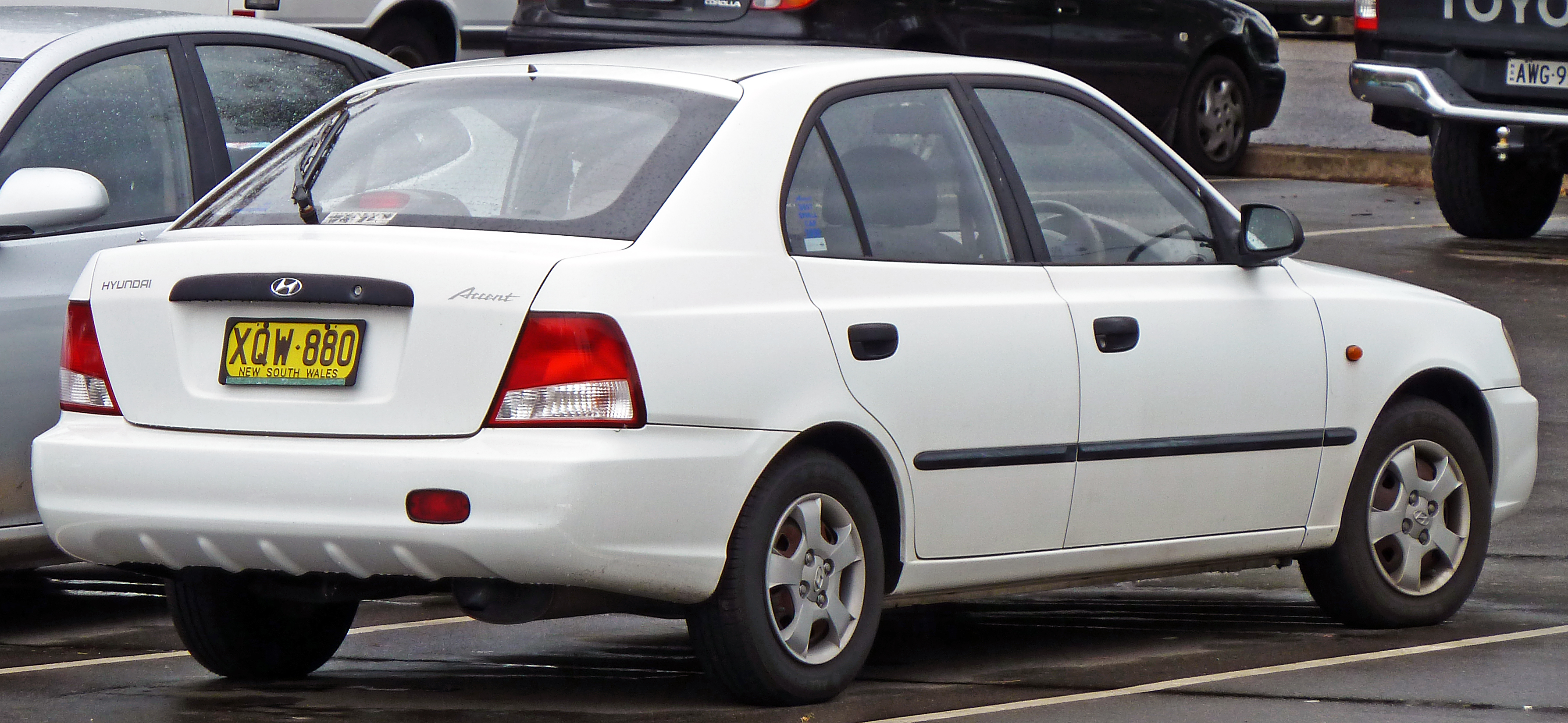
2000—2003 Hyundai Accent (LC) GL пятидверный хетчбэк (Австралия)
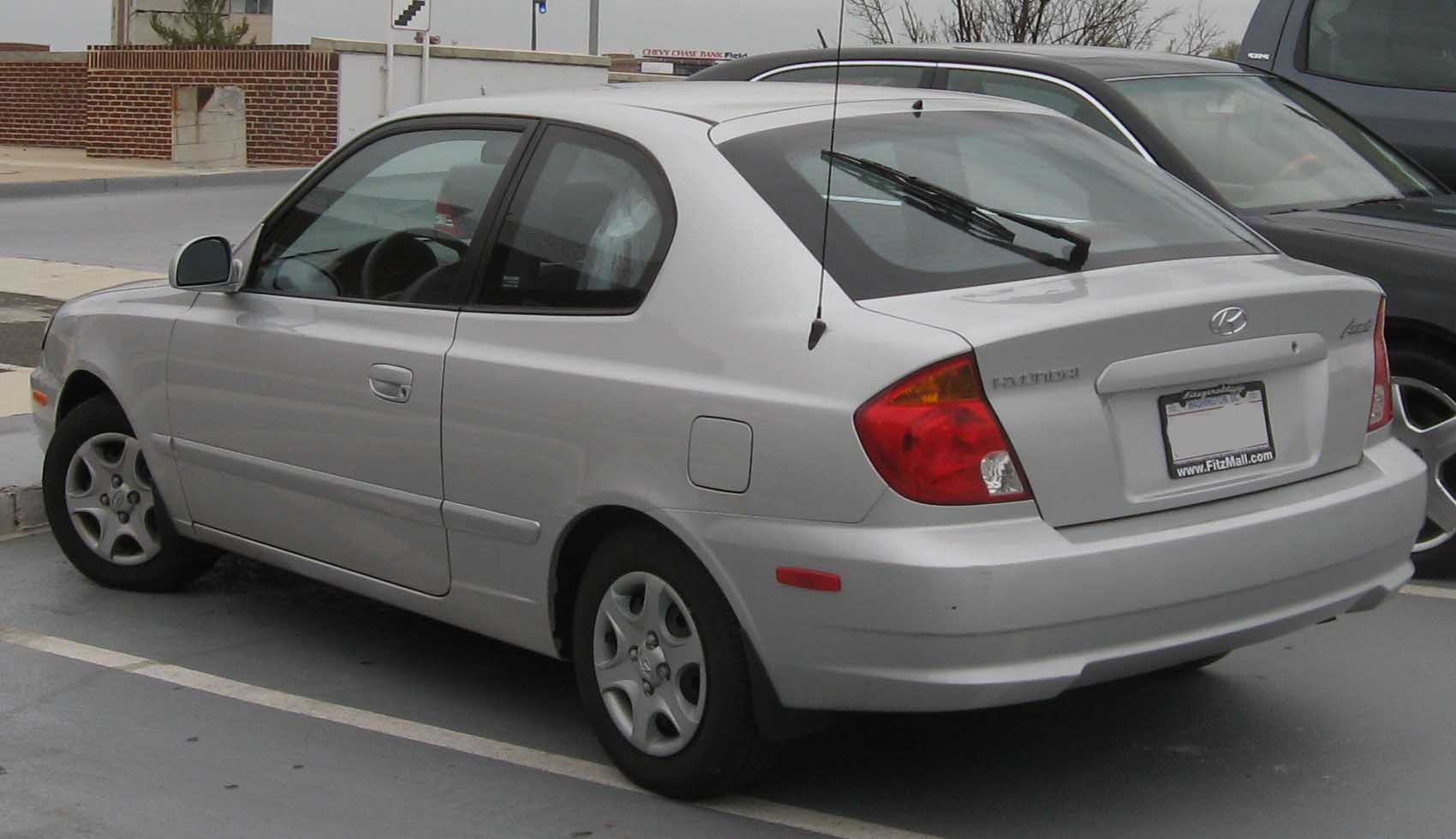
2003—2006 Hyundai Accent (LC2) трёхдверный хетчбэк (США)

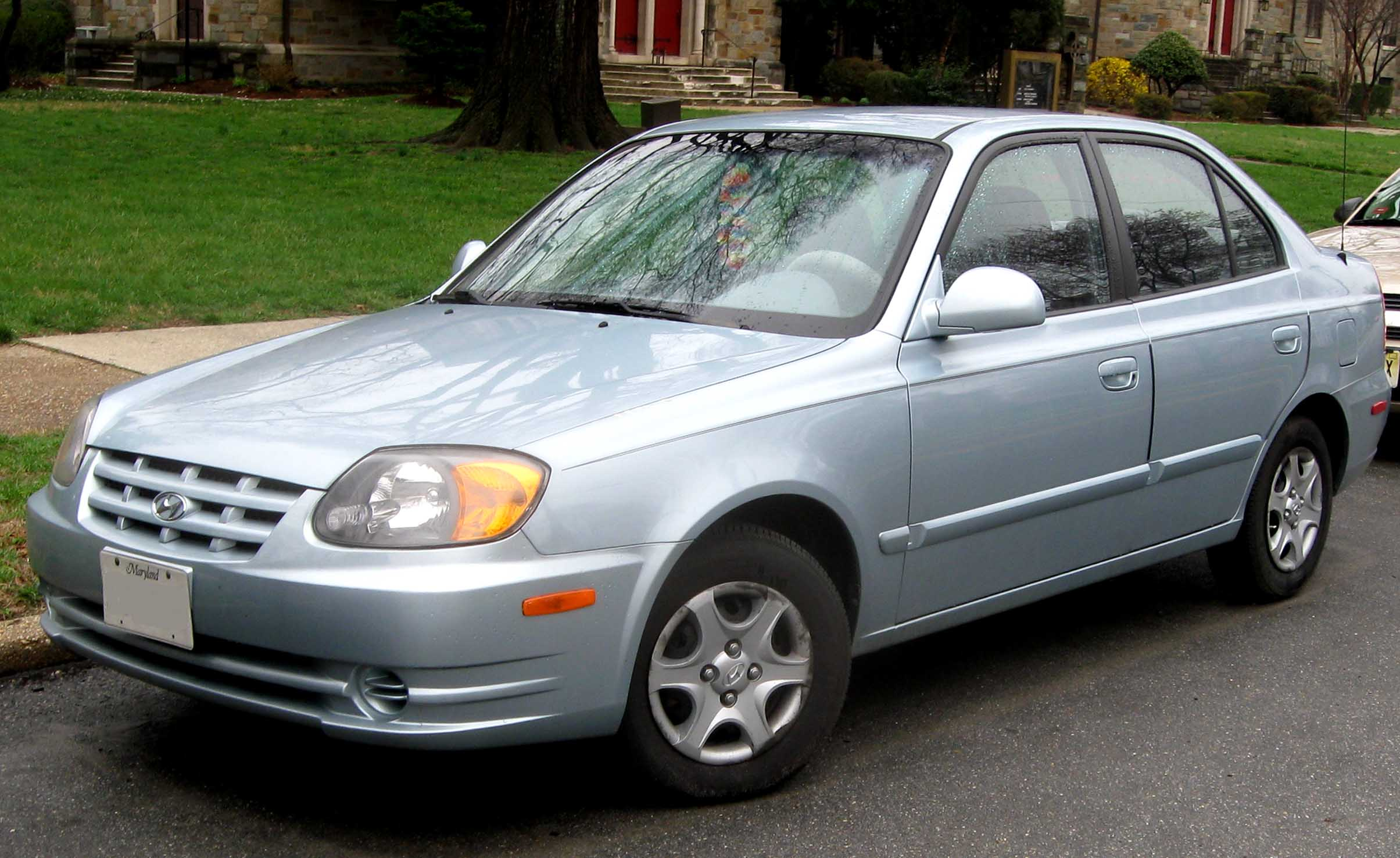
2003—2005 Hyundai Accent (LC2) седан (США)
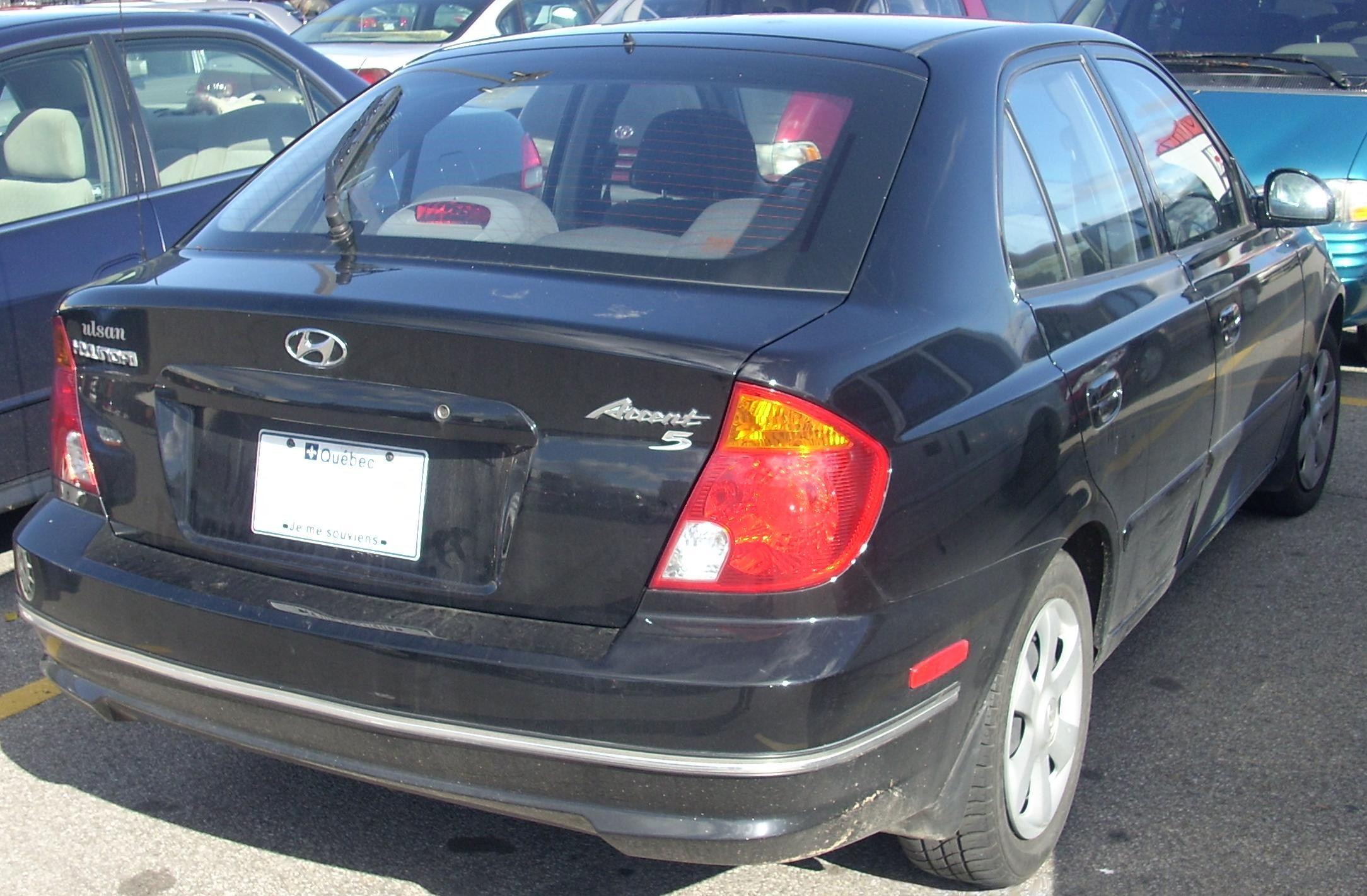
2003—2006 Hyundai Accent (LC2) (Канада)

## Третье поколение
В 2006 году Hyundai представил полностью обновлённую модель Accent. В России эта модель называлась Verna. Автомобиль был построен на той же базе, что и Kia Rio. Имел новый внешний вид, салон и CVVT-двигатель объёмом 1,4 и 1,6 л.

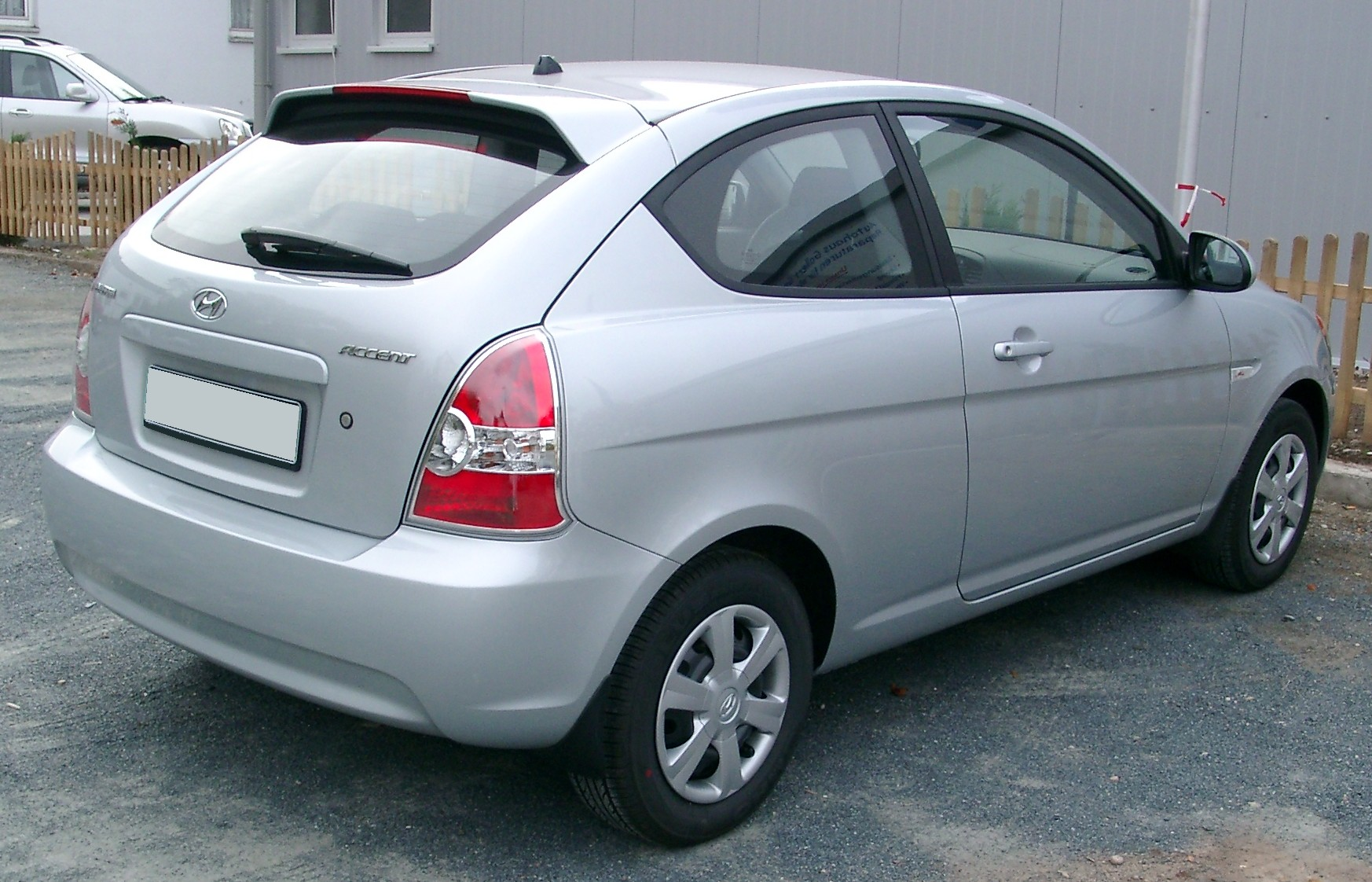
Трёхдверный хетчбэк вариант нового Accent/Verna
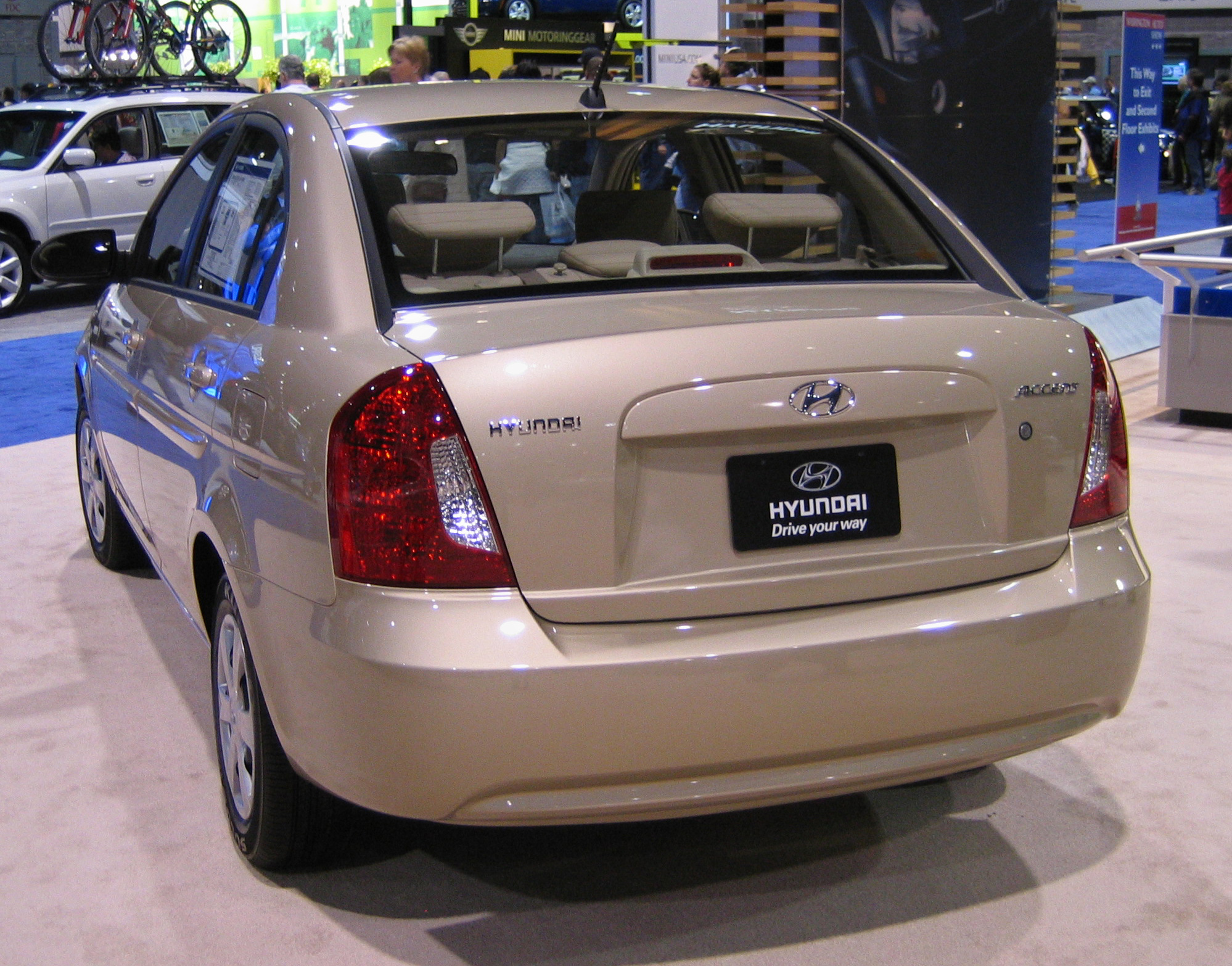
4-дверный вариант нового Accent/Verna
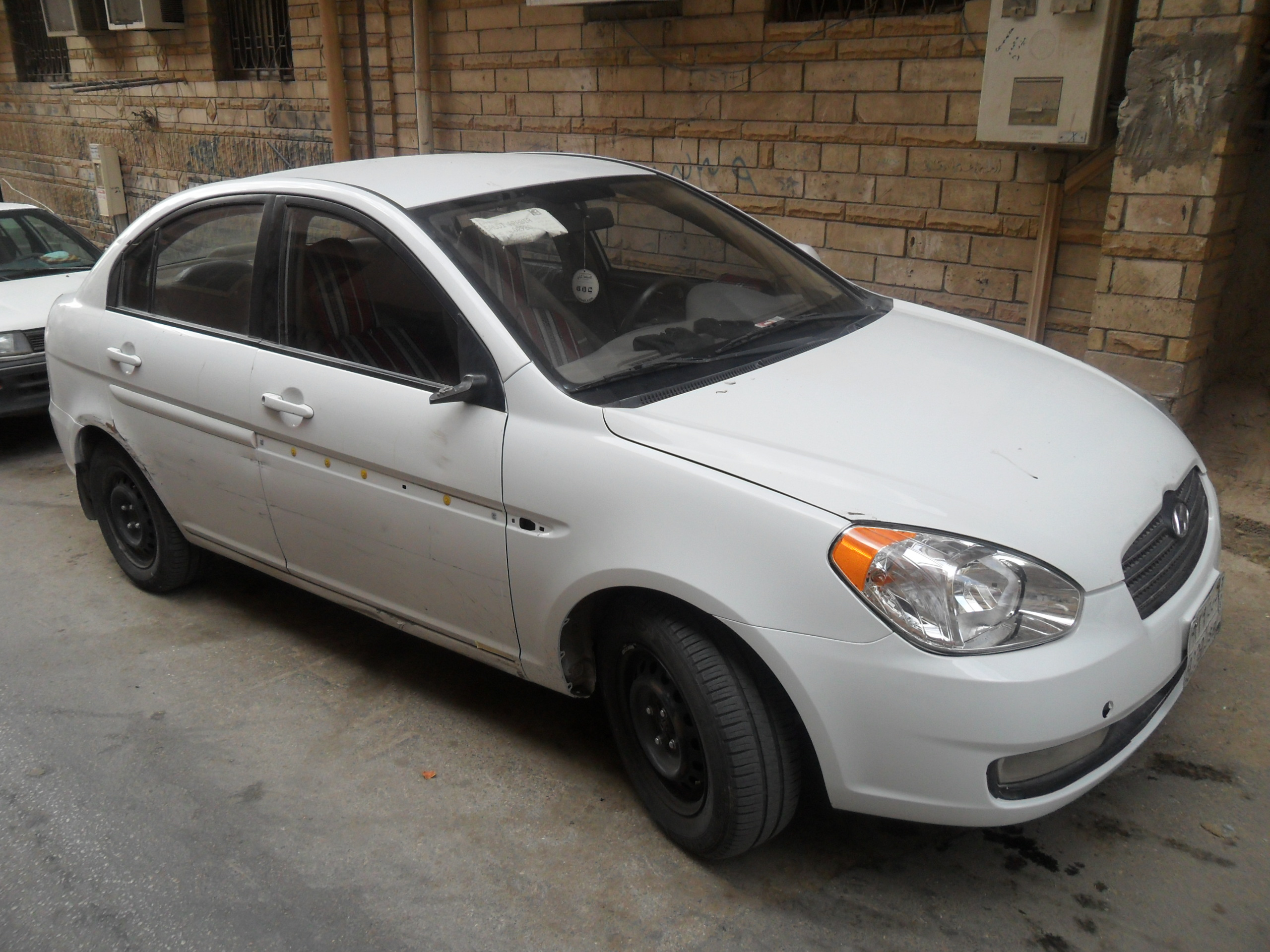
Hyundai Accent 2010 в Саудовской Аравии

## Четвёртое поколение
Модель была представлена на Пекинском автосалоне в 2010 году. По сравнению с предшественницей она удлинилась на 60 мм (до 4340 мм), стала шире на 5 мм (1700) и ниже на 10 мм (1460). Расстояние между осями увеличилось на 70 мм (2570 мм). Спереди — стойки McPherson, сзади — полунезависимая балка.
Двигатели представлены двумя бензиновыми четырёхцилиндровыми — 1,4 л мощностью 107 л. с. и 1,6 л мощностью 123 л. с. С двигателями агрегатируется либо пятиступенчатая МКПП, либо четырёхступенчатая АКПП.
Во всех странах реализации, кроме России и Китая, данная модель именуется как Hyundai Accent (Корея, США, Канада, Австралия, Украина, Казахстан и др.). В Колумбии и Израиле модель называется Hyundai i25 Accent. В Индии — Hyundai Verna. В Китайской Народной Республике модель именуется Hyundai Verna, однако, в отличие от Индии, здесь автомобиль имеет иную форму передней части кузова и другую форму боковых зеркал. В Мексике данная модель носит название Dodge Attitude (но значок Hyundai сохранён). В России модель получила название Hyundai Solaris и получила адаптацию к российским условиям.

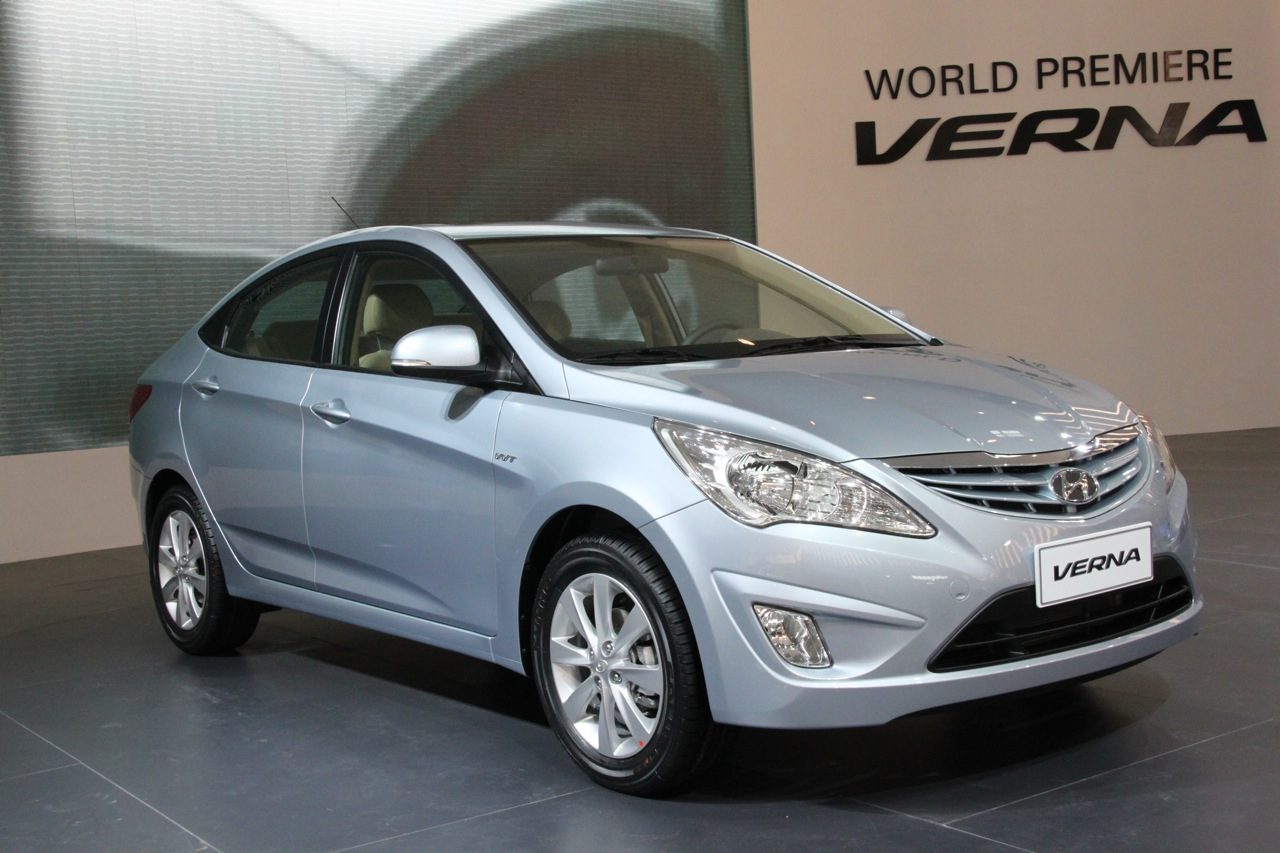
Hyundai Verna в Китае
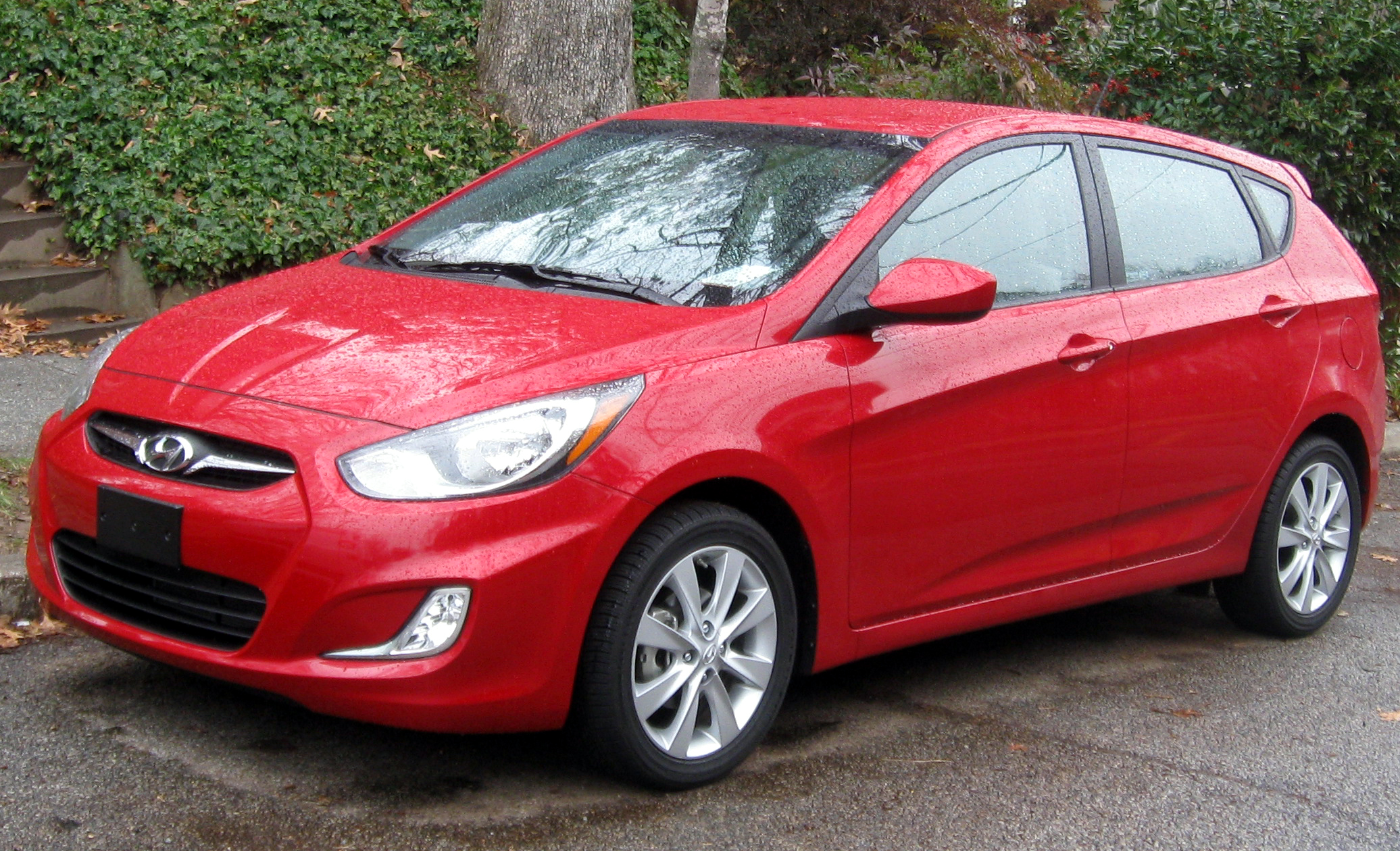
Hyundai Accent 5DR (2012)